# Pandamatenga
Pandamatenga est une ville du Botswana.